# 右翼民粹主義
右翼民粹主义（英語：Right-wing populism），又稱民族民粹主義（英語：National populism）、右翼民族主義（英語：Right-wing Nationalism）。是一套拒絕現有政治共識，結合右派政治與反菁英主義的政治哲學。之所以稱為右翼是因他們拒絕社會平等與相關的政府方案、反對社會融合，以及隱含的本土主义（Nativism）思想。民粹主義則是其反對菁英的立場吸引「一般大眾」。
1990年代起，右翼民粹主義政黨開始在加拿大、挪威、法國、德國、羅馬尼亞、荷蘭、瑞典、智利等各民主國家成立，並在比利時、瑞士、奧地利、芬蘭、希臘、新西蘭、比利時與義大利等國成功進入聯合政府。右派民粹主義不同於過去被認為是維護「現狀」的右翼，且多數右翼政黨沒有其歷史根源，特別是與右翼的傳統保守主義不同。
因為各黨之間的意識形態、組織與領導人言論的差異，以及“右翼”这一概念的过于笼统，要將右派民粹主義劃入單一的政治體系是十分困難的，也沒有一個有意義的分類或是分類的集合存在，右翼民粹主义者唯一的共同点是厌恶左翼和认为当局存在腐败不可信任，不同的右翼民粹主义党派之间也会产生大量争端（自由意志主义者可能极度厌恶新法西斯）。同樣地，不同於傳統的保守政黨，他們未成立國際組織，也未用相似名詞來自述。然而他們共同的特性是在左右光譜（无论是经济、文化还是民族等）中都較其他保守派政黨更為右傾，且組成源頭皆來自保守政黨。
右翼民粹主義不同於保守主義，但一些右翼民粹主義政黨的根源在於保守派政黨。其他民粹主義政黨與戰間期建立的法西斯運動有聯繫，當時在意大利、德國、匈牙利、西班牙和日本的政府都是由法西斯主義者掌權，間接引起第二次世界大戰。右翼民粹主义者可能支持扩大福利国家，但这只针对他们认为适合接受福利的人；这一概念被称为“福利沙文主义”。
自经济大衰退以來，右翼民粹主義運動和政黨，如法國的國民聯盟（前身為國民陣線），意大利的北方聯盟，荷蘭的自由黨和英國的獨立黨開始越來越受歡迎，在很大程度上是因為對中東和非洲移民的反對越來越多，歐洲懷疑主義抬頭以及對歐盟經濟政策的不滿。而在2016年，唐納·川普赢得第45任美国总统大选后，其政治觀點被專家們概括為右翼民粹主義者。

## 定義
學者間使用的術語也不盡相同，有時稱之為「激進右派」。皮帕·諾里斯提到「一般參考文獻使用各式種類與多樣標籤，將這些政黨分類為極右派或極端右派、新右派、反移民、新納粹、新法西斯、反伊斯蘭、民族主義、抗議多元文化主義政策、威權主義、反主流政黨、極端民族主義、或新自由主義、自由意志主義等等」。
對羅傑·伊特威爾和馬修·古德溫來說，“民族民粹主義者將民族的文化和利益放在首位，並承諾向一個認為自己已被遙遠且經常被腐敗的精英所忽視，甚至蔑視的人們表達聲音。” 伊特威爾和古德溫認為，它們是“對主流政治和自由主義價值觀的日益起義。這一挑戰通常不是反民主的。相反，民族民粹主義者反對某些方面在西方發展起來的自由民主制度。他們的“直接”民主概念不同於在法西斯主義失敗後在西方蓬勃發展的“自由”民主概念，並逐漸變得更加精英化。”此外，民族民粹主義者質疑他們稱其為“民族國家的侵蝕”，“種族急劇變化”和“迅速吸收[高]移民率的能力”，西方當前經濟解決方案中的“高度不平等社會”，並且對“世界大都市和全球化議程”。

## 历史

### 英国
在柴契爾夫人執政的1980年代，許多英國獨立黨的新選民居住於小型的城鎮中，而這些城鎮曾經是製造業與礦業的中心，現在卻成了工業鬼城。相比之下雖然倫敦成為了金融和法律服務中心，這些老舊工業區的情況卻持續惡化著。在之後來到了2004年，移民人數的增加助長了英國與東歐國家對於反歐盟的情緒持續升高。雖然倫敦人與許多科技業發達的地區對於移民是抱持開放的態度，可是有更多的勞工階級將這些移民視為威脅其生活水準的存在，以上的情況都在不斷的使右翼民粹主义不断擴張與增生。

### 法国
在經濟繁榮的年代法國對於移民的態度是開放的，可是到了1970年代後情況出現了一點的不同，這些移民在一開始被假定最後會回到家的一群人，出人意料的情況是這些移民不僅沒有回去還不斷的利用法規將自己家屬連帶的一起遷入了歐洲境內。這些移民較高的生育率也對於歐洲人口的組成比例出現了一定的影響。在1980年代，大量的政治難民湧入了歐洲境內，而這群移民不是沒有工作就是做一些身分地位卑微的工作。他們群居在一些大城市的郊區或是貧民窟中，而以上的這些人開始讓大部分的歐洲與法國人心中產生恐懼與厭惡。

### 美国
雖然美國共和黨的茶黨運動及另類右翼被分開研究并通稱為激進右翼，一些作家認為它們是同一現象的一部分。美國右翼民粹主義也與旧保守主义密切。。在2016年，唐納·川普赢得第45任美国总统大选后，其政治觀點被專家們概括為右翼民粹主義者。

## 各國情形

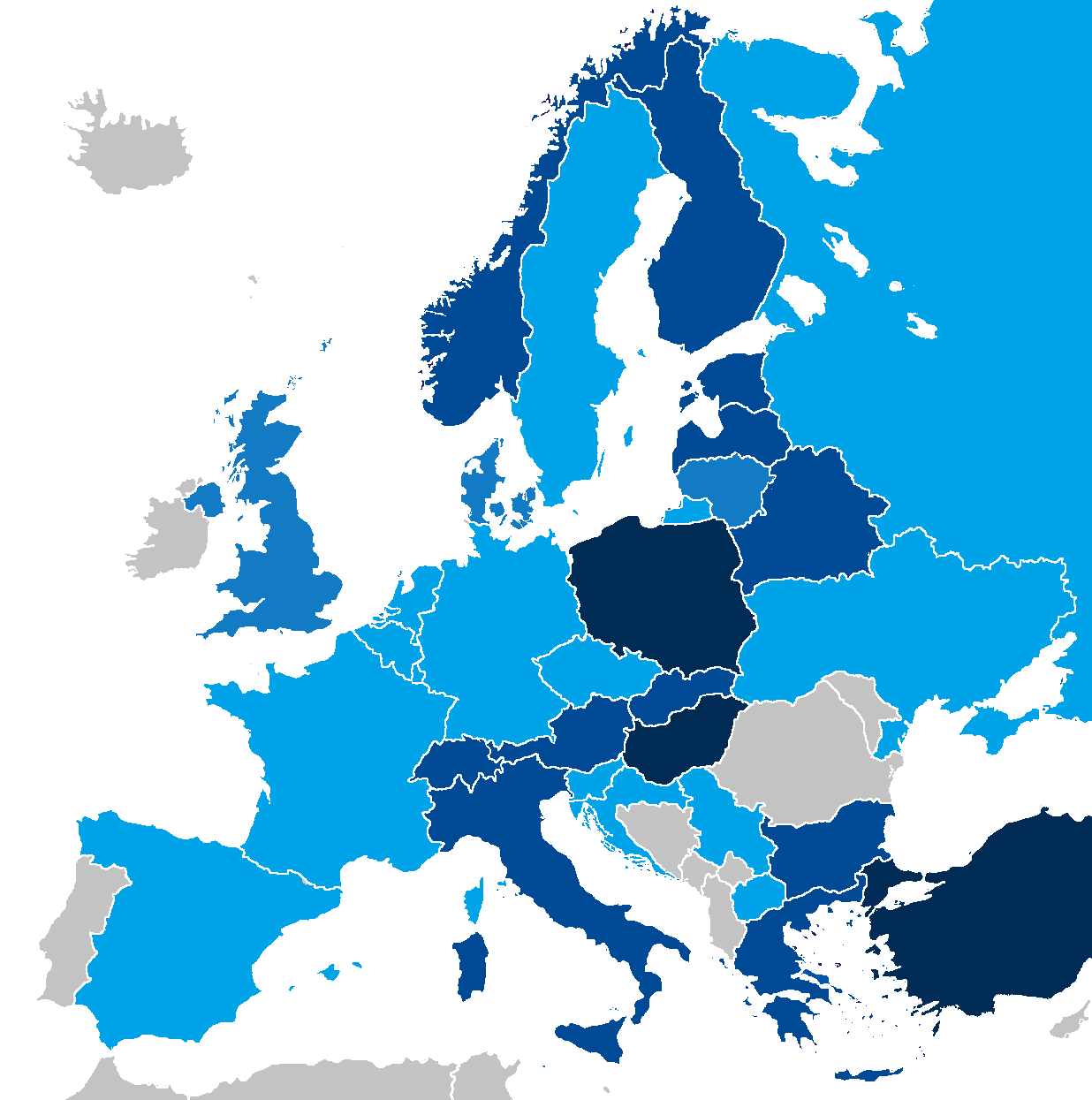

Piero Ignazi將右派民粹主義政黨分為兩類：脫離歷史右派的傳統右派政黨、和後工業化時期獨立發展的政黨。他將前義大利社會運動黨（Italian Social Movement）、義大利三色火焰（Tricolour Flame）、德國國家民主黨、德國人民聯盟（German People's Union）荷蘭中間黨（Centre Party）及英國國家黨與比利時弗拉芒集团（Vlaams Blok）列為第一類；法國民族陣線、德國共和黨、荷蘭中間民主黨（Centre Democrats）、比利時民族陣線（Front National）、奧地利自由黨、丹麥進步黨（Progress Party）、挪威進步黨和瑞典民主黨列為第二類。英語系國家的右派民粹主義政黨有英國獨立黨、前加拿大改革黨、澳洲單一民族黨和紐西蘭優先黨。不過，這些右派民粹主義政黨在歐洲國家的共通點皆是反對歐盟、歐洲移民危機中反對難民和移民進入以及反伊斯蘭。

### 歐洲
歐盟高級外交官表示，歐洲越來越擔心俄羅斯對極右翼和民粹主義運動的財政支持，並告訴英國“ 金融時報”，“幾個”國家的情報機構已經加強了與莫斯科可能聯繫的審查。[86] 2016年，捷克共和國警告說，俄羅斯試圖通過支持整個歐盟的右翼民粹主義政客來“ 分裂和征服 ”歐盟。

#### 奧地利
奥地利自由党为代表性的奧地利右翼民粹主义政党，是支持脫離歐盟及歐元區，並主張禁止穆斯林進入國境。其黨花矢車菊因為其「與納粹相關的醜陋歷史形象」備具爭議。主要吸引了來自年輕人和工人的支持。FPÖ在最近幾屆的選舉中重新獲得了大部分支持。它的候選人諾伯特霍弗爾在2016年總統大選中進入了決選，儘管他在選舉中以微小差距落敗。在2017年大選之後，FPÖ 與奧地利人民黨組成了一個政府聯盟。2017-2019年與人民黨組成聯合政府，至伊維薩事件而瓦解。

#### 比利時
比利時的荷蘭語區與法語區長年存在地區及文化矛盾。荷蘭語區的政黨長期主張聯邦自治及分離，並反對給予法語區更大的地方自治權力。代表政黨為弗拉芒集团。

#### 賽普勒斯
成立於2008年的國家人民陣線致力於維持賽普勒斯的主權統一完整，反對進一步歐洲整合、移民和土耳其自1974年侵占及控制三分之一領土的現狀。其成員因極端的政治觀點而常遭到攻擊或監禁。

#### 丹麥
丹麥的進步黨在1970年代早期是歐洲最強大的右派民粹主義政黨。1973年丹麥議會選舉該黨得票率超過16%。
1990年代後，丹麥人民黨取代其地位，並在2001－2011年及2015年至今，支持中間偏右的丹麥自由黨和保守人民黨少數派聯合政府，自由黨執政時需獲得人民黨的信任投票支持。
與進步黨不同的是，丹麥人民黨在一定程度上強調民族主義，且更反欧盟，支持在經濟上的國家干預與改革福利國家制度，並堅定反對大量引入移民和使用歐元。

#### 芬蘭
在芬蘭，主要的右翼政黨是芬蘭人黨。2015年議會選舉後，它與國家聯盟和中央黨一起組成了政府聯盟。2017年，政府部門中斷了藍色改革，從而獲得了芬蘭黨的聯盟立場。藍色改革目前在政府聯盟和反對派的芬蘭黨，是芬蘭發展最快的黨。2018年，議會PaavoVäyrynen的芬蘭成員組成了七星運動。該黨是反移民，但在經濟政治中處於中心位置。

#### 法國
法國國民陣線为代表性的右翼民粹主义政党，過去曾同情反猶太主義及新納粹主義，但現時前者的行為已基本禁止，政綱改以反移民、反歐盟及反伊斯蘭為主。並是該國最為代表的民粹主義政黨。然而，2018年發布的民意調查顯示，大多數法國人都認為該黨是民主的威脅。
2017年法國總統選舉成功進入第二輪投票，並獲得34%的選票。

#### 匈牙利
在2018年匈牙利議會選舉的結果由青民盟 - KDNP聯盟獲得執政權，並維持了其三分之二的多數，與歐爾班·維克托總理。歐爾班和Fidesz主要致力於移民和外國干涉問題，選舉被視為歐洲右翼民粹主義的勝利。

#### 德國
威瑪共和時期（1919－1933），激進右派民粹主義在動員中產階級支持納粹黨中扮演重要角色。痛苦中產階級民粹主義者在前納粹威瑪時期將憤怒放在政府與大企業上。納粹寄生於民粹主義上，藉由煽動、替罪、陰謀等手段吸引支持群眾。
共和黨在1983年成功進入歐洲議會。2000年代，共和黨支持者轉而支持極右派的德國國家民主黨。德國國家民主黨在2005年獲得1.6%的票數。
2013年創立的德國另類選擇，在2013年德國聯邦議院選舉因為未達門檻不能夠進入國會（4.7%，該國是5%），但之後的德國另類選擇成為最大的反歐盟右翼民粹主義的主流政黨，不少的支持者過去來自德國基督教民主聯盟及德國自由民主黨。其後憑著公開反移民、反伊斯蘭的言論，並針對當時德國總理梅克爾的難民政策進行公開批評取得不少地區議會席位，並且在2017年德國聯邦議院選舉成功成為第三大黨。並在2018年在所有地方議會獲得席次。左翼民粹主義政黨在左翼黨在聯邦議院中有所體現。
在區域層面上，像Pro NRW和憤怒公民（BürgerofWut，BIW）這樣的右翼民粹運動偶爾會得到一些支持。1989年，由Franz Schönhuber領導的共和黨進入柏林議會，在1989年歐洲大選中獲得了7％以上的德國選票，在歐洲議會中獲得6個席位。該黨還在1992年和1996年兩次在巴登 - 符騰堡州議會中獲得席位，但在2000年之後，共和黨的支持受到了極右翼德國人民聯盟和新納粹分子的支持。 德國國家民主黨（NPD），該黨在2009年聯邦大選舉行的民眾投票1.5％（州議會議會選舉區域勝率高達9％）。

#### 希臘
獨立希臘人黨是右派民粹主義政黨，該黨反對推行緊縮措施，因此與同樣反緊縮的左派民粹主義政黨激進左翼聯盟組成聯合政府。
另一個代表性政黨為金色黎明已經在希臘經濟衰退期間顯著增長，獲得了總票數的7％和18席次的300個席位希臘議會。該黨的意識形態包括吞併阿爾巴尼亞和土耳其的領土，包括土耳其伊斯坦布爾和伊茲密爾等城市。該黨的爭議措施包括雅典的窮人廚房，該廚房僅供應給希臘公民，並被警方關閉。
在人民東正教陣線雖然沒有在希臘議會，但全國22個歐洲議會議員中有2個席位，2014年它支持反全球化和降低關稅給予小型企業生存空間，以及反對土耳其加入歐盟、反對馬其頓使用馬其頓名稱以及非歐洲移民到希臘。它參與政府組閣一直是其在2012年6月希臘議會選舉中轉向金色黎明的選民不受歡迎的原因之一。

#### 意大利
義大利北方聯盟為代表性右派民粹主義及地區主義的政黨，支持者主要來自義大利北部的大區，包括倫巴底和威尼斯，該政黨不接受右翼的標誌。2018年大選後與民粹主義政黨五星運動組成政府。

#### 荷蘭
1980年，中間黨拿下一席荷蘭下議院席次。1990年代，分裂出的中間民主黨更引人注目，但仍是政壇上的邊緣小黨。2002年，右派民粹主義政治人物皮姆·富图恩遭到暗殺，其原先領導的皮姆·富图恩名單在大選拿下26席，隨後與基督教民主呼籲、自由民主人民黨組成執政聯盟。但該黨因失去領導人，成功只是曇花一現。2003年執政聯盟垮台，該黨影響力急遽下降。
2006年，自由黨進入下議院。2009年歐洲議會選舉拿下4席成為第二大黨。2010年荷蘭議會選舉，拿下24席的自由黨與基督教民主黨、自由民主人民黨進行協商，支持基督教民主黨、自由民主人民黨籌組少數派聯合政府。2010年－2012年加入聯合政府。2012年因緊縮措施的分歧，不再支持聯合政府，聯合政府解散，自由黨之後成為反對黨。
自由黨的黨綱主要圍繞在強烈的反伊斯蘭立場，包括主張關閉清真寺、禁止可蘭經及禁止穆斯林入境等一系列反伊斯蘭教的立場，隨著該黨的得票率成長也擴展到其他領域，包括主張荷蘭脫離歐盟。自由黨主張歐洲懷疑主義，雖然作為反對黨，但其支持度在一定程度上改變荷蘭政府對歐洲整合的立場。

#### 挪威
挪威進步黨通常被認為是右派民粹主義政黨。2001年至2005年，該黨承認基督教民主黨謝爾·馬格納·邦德維克的中間偏右少數聯合政府。在1997年、2005年與2009年議會選舉，進步黨的票數為挪威第二大黨。
2013年議會選舉後，進步黨與保守黨組成中右派少數聯合政府，獲自由黨和基督教民主黨支持信任投票。

#### 波蘭
法律與公正是一个波蘭右翼民粹主义政党，立場是反對歐盟及難民進入，主張亦包括社會保守價值觀，反對任何墮胎及LGBT權益。

#### 西班牙
右翼民粹主義的出現開始的2018年12月後，聲音獲得安達盧西亞議會12席次。該黨被左翼政黨描述為極右翼政黨。
在安達盧西亞和其他地區經過數月的政治不確定性和反對者的抗議之後，使在強烈的競選活動，且該黨活動聚集了大批民眾之下，在2019年西班牙大選中， 聲音在眾議院獲得24席次，獲得10.26％的選票，達不到預期表現。

#### 瑞士
在瑞士，右派民粹主義的政黨以瑞士人民黨為代表，人民黨以反對歐盟及大量移民湧入為主要的政治主張。在瑞士，激進的右翼民粹主義政黨人民黨的民眾投票支持度將近10%，到了1979年下滑到2%，之後再次成長到1991年的10%。在2003年議會選舉後，人民黨成為瑞士國會第一大黨，到了2007年達到高峰，以29%的得票率創下瑞士史上單一政黨最高紀錄。該黨經常透過公投來收緊移民政策。

#### 英國
英國獨立黨是英國的主流右翼民粹主義政黨。該黨自成立以來一直強烈要求英國立即公投退出歐盟，並要求就英國脫歐的議題進行公投。但與有新納粹、反猶太主義和反伊斯蘭色彩的英國國家黨不同，英國獨立黨以英國退出歐盟為主要目的，反對極端民族主義及法西斯主義，黨綱反對歧視不同族裔的移民，但主張收緊移民政策及禁止難民進入，特別是來自歐盟的東歐國家。英國執政的保守黨也看到了UKIP對歐盟和移民辯論以及LGBT權利的對立。
在保守黨中，倫敦前市長和外交大臣、现任英国首相鮑里斯·約翰遜被描述為在成功的投票休假活動中表達了右翼民粹主義觀點。Jacob Rees-Mogg，另一個潛在的黨派領導者競爭者，被描述為右翼民粹主義者。
在北愛爾蘭，民主統一黨（DUP）是主要的右翼民粹主義勢力。

### 美洲

#### 巴西

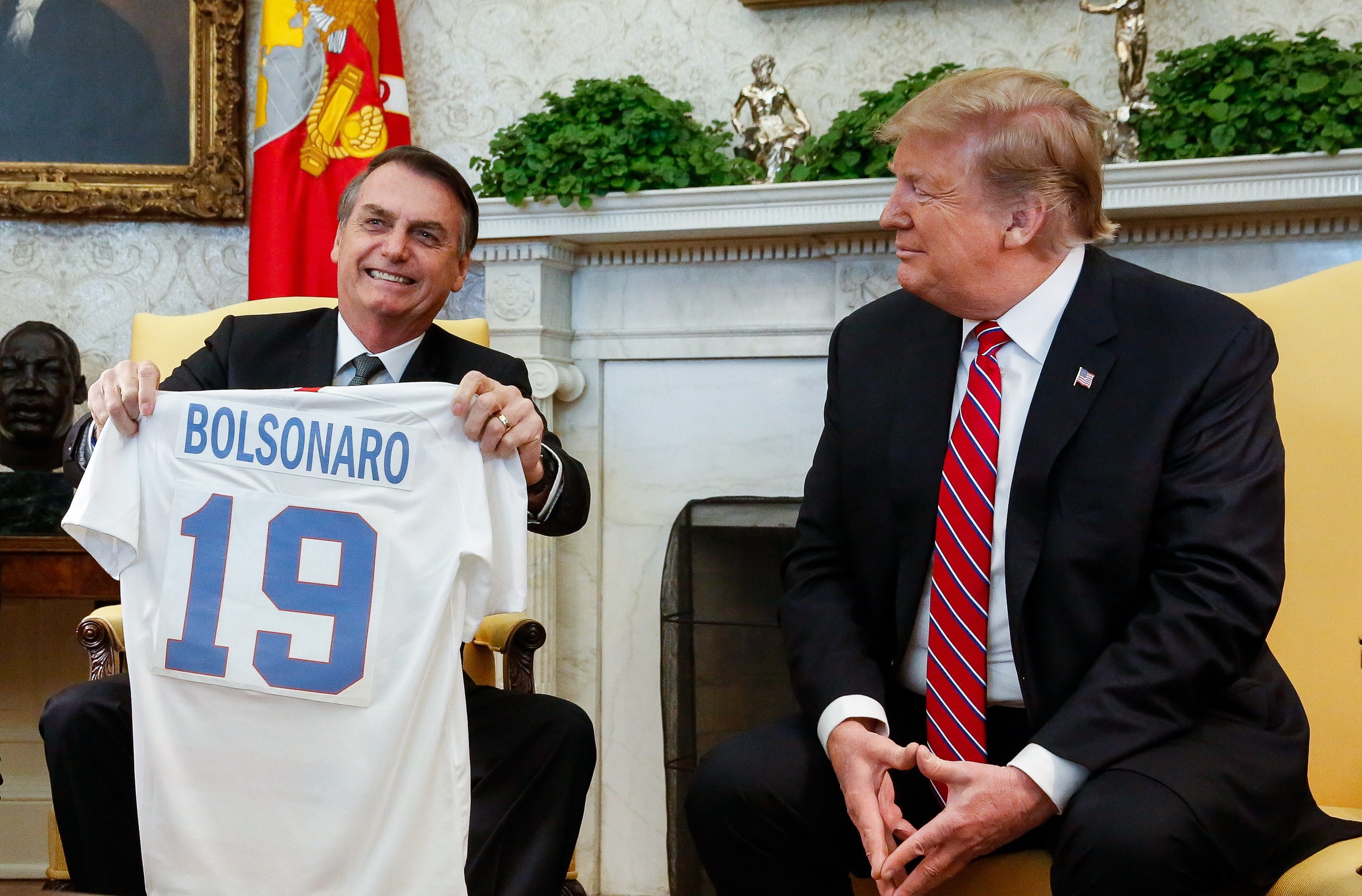
巴西總統雅伊爾·博索納羅和美國總統川普，2019年3月

來自保守派社會自由黨的右翼候選人雅伊爾·博索納羅在第二輪與左翼候選人費爾南多·哈達德（Fernando Haddad）的第二輪總統大選中獲勝後贏得了總統選舉。

#### 加拿大
加拿大有右翼民粹主義抗議政黨和政治家的歷史，尤其是在加拿大西部，由於西方異化。加拿大非常成功的社會信用黨一直在不列顛哥倫比亞省，阿爾伯塔省和薩斯喀徹溫省贏得席位，但到了20世紀70年代卻陷入了默默無聞。在加拿大的改革黨的領導者普雷斯頓·曼寧的领导下，改革党和另一個非常成功的右翼民粹主義的中間偏右的加拿大進步保守黨因为疏遠了許多藍色保守黨最終合併為加拿大保守黨。
近年來，加拿大保守黨和主流省級黨派中存在右翼民粹主義分子，最著名的是安大略省議員凱利·萊奇（Kellie Leitch）。商人凱文·奧利里 ; 魁北克省省長弗朗索瓦·勒戈特；前多倫多市長羅柏特·福特；和他的兄弟，安大略省省長道格·福特。
2018年8月，保守黨議員馬克西姆·卞聶爾離開了黨，並在接下來的一個月裡成立了加拿大人民黨，稱為這是“中心、民粹主義”運動。

#### 哥斯大黎加
在最近的政治運動中，福音派基督徒候選人Fabricio Alvarado和右翼反建制候選人Juan Diego Castro被視為為右翼民粹主義者的代表。

#### 美國
摩亞（Leonard J. Moore）主張自1920年代起，「民粹主義者對於政治、經濟和文化菁英逐漸成長的權力的反對立場」幫助形成「保守與右派運動」。
1960年代以來，伴隨著對非裔美國人民權運動、激進女性主義性解放運動的反彈，1973年美國墮胎合法化後，反墮胎及強調家庭價值的社會保守派及福音派勢力，結合新自由主義及民粹主義右派的力量，在1980年代後成為共和黨的主流保守勢力及力量。
2009年巴拉克·歐巴馬上台後興起的共和黨保守派茶黨運動被Rasmussen與Schoen定義為「右派的反體制民粹運動」(2010)。他們表示「今日我國正處於一個...起源於右派的新民粹主義的反抗－顯現在茶黨運動。」紐約時報報導「茶黨運動已成為保守民粹主義者不滿的平台」。
2015年6月16日，唐納德·川普宣布競選總統，他在共和黨主流派及反建制勢力中的崛起，其主張包括反對及驅逐大部分來自墨西哥的非法移民、一度主張禁止穆斯林入境美國、恢復水刑等象徵或實質的政治主張，也成為民粹主義右派的重要支持對象。特朗普的前首席戰略家斯蒂芬·班農的意識形態也被描述為右翼民粹的代表。

### 亞太地區

#### 澳洲

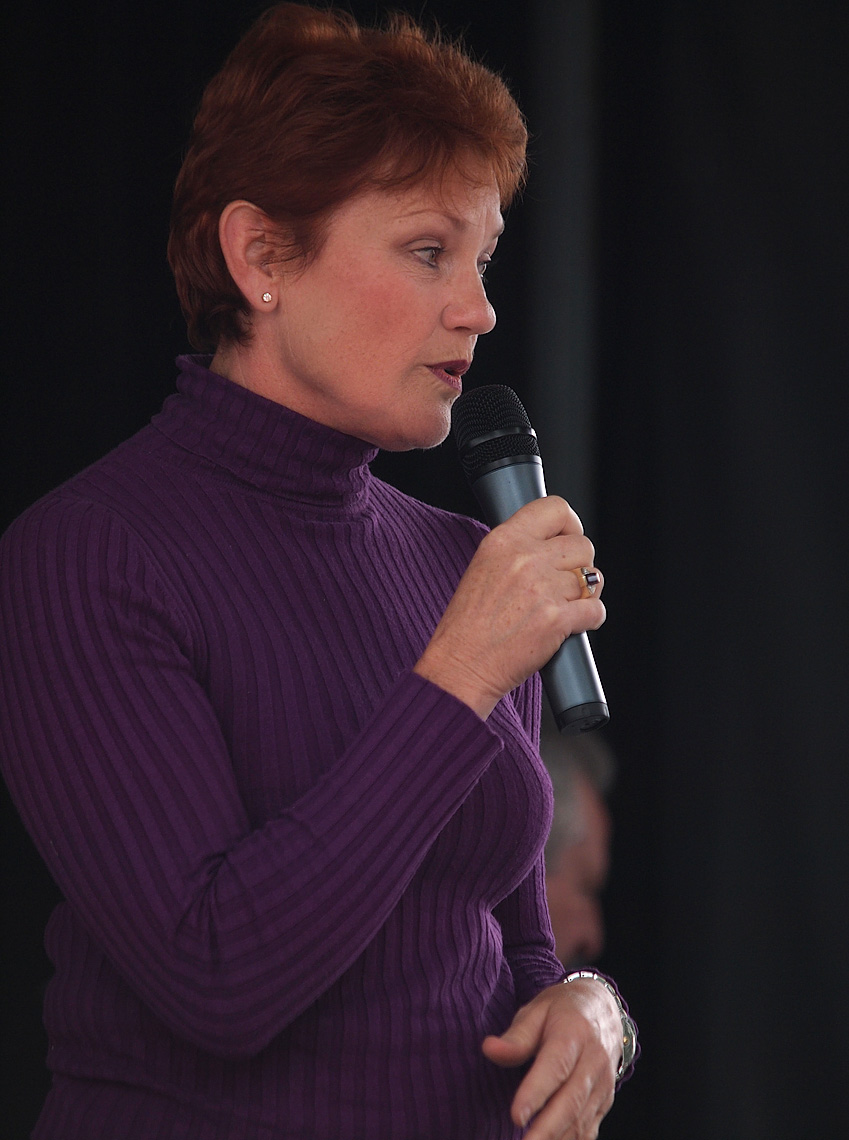
單一民族黨主席保琳·漢森

單一民族黨是澳洲最為代表的右翼民粹主義政黨，由澳洲昆士蘭參議員保琳·漢森主導通常支持執政聯盟的聯盟。
在澳大利亞議會中代表右翼民粹主義元素和言論的其他政黨包括由南澳大利亞參議員科里·貝納迪領導的澳大利亞保守黨，由新南威爾士州參議員大衛·萊昂耶姆領導的自由主義自由民主黨，和Katter的澳大利亞黨，由昆士蘭州議員Bob Katter領導。自由民主黨和澳大利亞保守黨組成了澳大利亞參議院的投票集團。
作為聯盟一部分的澳大利亞自由黨內部的一些人物被描述為右翼民粹主義者，包括前總理托尼·阿博特和內政部長彼得·達頓。

#### 巴基斯坦
最近一期的右翼民粹主義以巴基斯坦正義運動 (PTI)為代表的形式開啟了巴基斯坦的大門。其曾擔任巴基斯坦板球國家隊隊長的領導人伊姆蘭·汗攻擊了傳統政治家，並讓人們相信只有他有解決方案。英國記者本·朱達在接受采訪時，將伊姆蘭·汗與唐納德·特朗普的民粹主義言論進行了比較。他將部落主義視為人類社會的理想形式，向毛拉提供公共資金是滋生極端主義的行為。

#### 日本
日本維新會是日本右翼民粹主義政黨之一，受到日本右翼團體的支持。
日本維新會主張修改《日本国宪法》（尤其是要修改宪法第九条），允許日本擴充軍隊並向美國要求擁有核武器，以應對北韓和中國等外部對日本安全構成的嚴重威脅。

#### 韓國
韓國傳統保守派傾向於精英主義而不是民粹主義。自2016年韓國政治醜聞以來，由於對精英的不信任在韓國公眾中傳播，韓國保守勢力已將其政治路線從精英主義改為右翼民粹主義。
自由韓國黨主要人物洪準杓和正未來黨的李彦周，被視為反移民、反對外籍勞工的代表。韓國右翼民粹主義者對光州起義表現出歷史修正主義觀點，堅稱彈劾前總統朴槿惠是錯誤的，引發保守派公眾對朴正熙政府的懷念。
而新興的國民力量黨的李俊錫，和第20任候任總統尹錫悅，也被視為右翼民粹主義的代表。前者主張“與中國死磕到底”，後者主張“部署新薩德”，並都持反對女性主義和反華、反共、反朝的立場。

#### 印度
莫迪领导的印度人民党被认为是右翼民粹主义政党。莫迪实施了强调印度教性的印度教民族主义政策，因此，尽管莫迪政府未能兑现对选民之承诺，但印度人民党仍在2019年印度大選中得以维持并增加其在印度人民院中的超半数的议席。

## 右翼民粹主义政党

### 現存政黨

#### 拥有国会席位
- –  联盟（部分派别）[103]、保琳·汉森的一个民族[104]、凯特的澳大利亚党[104]
- 奥地利 – 奥地利自由党[105]
- 白俄羅斯 – 自由民主党
- 比利时 – 弗拉芒利益[106]、人民党[107]
- – 波斯尼亚-黑塞哥维那爱国党[108]
- 巴西 – 社会自由党、巴西劳工复兴党、爱国者
- 保加利亚 – 联合爱国者（争取拯救保加利亚民族阵线、IMRO－保加利亚民族运动[109]、攻击[110]）、意志
- 加拿大 - 加拿大保守党（部分派别）[111][112][113][114][115]、安大略进步保守党（部分派别）、魁北克未来联盟、加拿大人民党
- 哥伦比亚 – 民主中心[116]
- – 斯拉沃尼亚和巴兰尼亚克罗地亚民主联盟
- 賽普勒斯 – 民族人民阵线[117]、团结运动
- 捷克 – 自由和直接民主
- 丹麦 – 丹麦人民党[105][118][119]
- 爱沙尼亚 – 爱沙尼亚保守人民党[118][120]
- 歐洲 – 争取民族和自由欧洲运动、欧洲争取自由联盟、欧洲争取直接民主联盟、欧洲保守派和改革主义者联盟（部分派别）
- 芬兰 – 正统芬兰人党[105][118]、蓝色未来、七星运动
- 法國 – 国民联盟[105][119]、法国崛起[121]、共和党（部分派别）
- – 格鲁吉亚爱国者联盟
- 德国 - 德国另类选择[105][118]
- 匈牙利 – 青年民主主义者联盟－匈牙利公民联盟[105]、尤比克争取更好的匈牙利运动、我们的家园运动[118][122]
- 印度 – 印度人民党[101]、湿婆军[123]
- 印度尼西亞 – 大印度尼西亚运动党[124]
- 義大利 – 北方联盟[105][125]、意大利兄弟[118]、五星运动（部分派别）[118]、意大利力量党（部分派别）[126]
- 以色列 – 利库德集团（部分派别）[127]、以色列是我们的家园[127]、猶太人家園
- 日本 – 自由民主党[128]、日本維新會[129]、希望之黨[130]
- – 肯尼亚朱比利党
- 拉脫維亞 – 民族联盟[118][131]、谁拥有国家？[132]
- 列支敦斯登 – 独立人士[133][134]
- 立陶宛 – 秩序与正义[118][135]
- 盧森堡 – 替代民主改革党[136]
- 莫桑比克 – 莫桑比克全国抵抗
- 荷蘭 – 自由党[106]、争取民主论坛
- 新西兰 – 新西兰第一
- 挪威 – 进步党[137]
- 秘魯 — 人民力量
- 菲律賓 – 国民党
- 波蘭 – 法律与公正[118]、库奇兹15（新右翼大会[138]、真正政治家联盟）
- 俄羅斯 – 俄罗斯自由民主党[139]
- 塞爾維亞 – 塞尔维亚激进党[140][141][142]、塞尔维亚进步党[143][144]、塞尔维亚运动“门”
- 斯洛伐克 – 斯洛伐克民族党[145]、科特雷巴－我们的斯洛伐克人民党 [146][147]、我们是家人[148]
- 斯洛維尼亞 – 斯洛文尼亚民主党、斯洛文尼亚民族党
- 南非 – 自由陣線加[149]
- – 自由韩国党[150]
- 西班牙 – 呼声[151]
- 瑞典 – 瑞典民主党[105][118]
- 瑞士 – 瑞士人民党[152]、日内瓦公民运动[153][154]、提契诺联盟[155]
- 土耳其 – 正义与发展党[156]、民族主义行动党[157]、好党[158][159]
- 乌克兰 – 全乌克兰联盟“自由”[160][161]
- 英国 – 英国独立党[162]、民主统一党[67]

#### 没有国会席位
- 阿尔巴尼亚 – 红黑联盟[163]、阿尔巴尼亚民族阵线党
- – 射手、渔民和农民党、澳大利亚保护主义党、起来澳大利亚、澳大利亚自由联盟
- 奥地利 – 奥地利未来联盟、萨尔茨堡自由党
- 比利时 – 自由意志、直接、民主[164][165]、VLOTT
- 保加利亚 – 没有审查制度的保加利亚[118]
- 加拿大 – 北方联盟、加拿大民族前进党
- – 克罗地亚权利党、安泰·斯塔切维奇博士克罗地亚权利党
- 捷克 – 社会公正工人党[166]、保卫共和联盟－捷克斯洛伐克共和党
- 丹麦 – 进步党[167]
- 芬兰 – 蓝白阵线
- 中華民國 –  新黨、  台灣基進 （僅部分派別[168]）
- 法國 – 阿尔萨斯第一
- 德国 – 德国国家民主党[169]、亲开姆尼茨公民运动[170][171]、德国社会联盟、亲北莱茵-威斯特法伦公民运动[172]
- 希腊 – 人民协会－金色黎明[173]、独立希腊人[118]、人民东正教阵线[174][175]
- 冰島 – 冰岛民族阵线
- 愛爾蘭 – 直接民主爱尔兰[176][177][178]、同一爱尔兰、民族党
- 義大利 – 三色火焰、自由派[30]、为了南蒂罗尔公民联盟[179][180]、南蒂罗尔自由[181]
- 馬爾他 – 马耳他爱国者运动
- 蒙特內哥羅 – 塞尔维亚族激进者党
- 荷蘭 – 前进！荷兰
- 波蘭 – 自由[138]
- 葡萄牙 – 民族革新者党、公民权和基督教民主
- 羅馬尼亞 – 欧洲民族身份集团（大罗马尼亚党、联合罗马尼亚党、新右翼）、新一代党[182]、M10
- 塞爾維亞 – 匈牙利族希望运动、人民农民党
- 西班牙 –为了加泰罗尼亚纲领[183]
- 瑞典 - 为了瑞典替代
- 瑞士 – 瑞士自由党
- 德涅斯特河沿岸 – 德涅斯特河沿岸自由民主党
- 乌克兰 – 乌克兰民族主义者大会
- 英国 – 英国国家党[184][185]、为了不列颠、英国脱欧党
- 美国 – 宪法党、美国自由党[來源請求]

### 已經解散的政黨
- 奥地利 - 施特罗纳赫团队[186]
- 比利时 – 國民陣線、弗拉芒联盟
- 加拿大 – 國民陣線 (魁北克)、[187]Ralliement national、[188]魁北克民主行動黨、[189]加拿大改革黨、[190]加拿大聯盟、[191]社會信用黨、[192]野玫瑰党
- 賽普勒斯 – 新視野[193][194]
- 捷克 – 公共事務、[195]黎明－民族聯盟[196]
- 丹麦 – 進步黨[197]
- 德国 – 科隆公民專業運動、[198]德國自由黨、[199]德國人民聯盟、支持德國公民聯盟[200][201]
- 欧洲联盟 – 爭取自由和民主歐洲運動[30]
- 冰島 – 公民黨[202]
- 義大利 – 全国联盟[203]
- 日本 – 日本之心党
- 荷蘭 – 中間民主黨、[204]Pim Fortuyn名單[106][204][205]
- 西班牙 – 獨立自由團體
- 瑞典 – 新民主黨[202]
- 瑞士 – 農民、商人和獨立黨
- 叙利亚 – 阿拉伯解放運動
- 英国 – 國家民主黨

### 引用
1. ↑  Berman, Sheri. . Annual Review of Political Science. 11 May 2021, 24 (1): 71–88. doi:10.1146/annurev-polisci-041719-102503 .
2. ↑  Camus, Jean-Yves; Lebourg, Nicolas. . Harvard University Press. 20 March 2017: 12–13. ISBN 9780674971530.
3. ↑  Eatwell, Roger; Goodwin, Matthew. . Penguin UK. 25 October 2018: 1–2. ISBN 9780241312018 （英语）.
4. ↑  Betz, p. 4
5. ↑  Norris (2004), p. 2
6. ↑  Kaplan & Weinberg, pp. 10-13
7. ↑  Norris (2005), pp. 43-44
8. ↑  Ware, pp. 41-42
9. ↑  Kaplan & Weinberg 1998，第10–13頁.
10. ↑  Busemeyer, Marius R.; Rathgeb, Philip; Sahm, Alexander H. J. . West European Politics. 2021-03-02, 45: 77–101. ISSN 0140-2382. S2CID 233843313. doi:10.1080/01402382.2021.1886497.
11. ↑  Edsall, Thomas. . New York Times. 16 December 2014  [4 January 2015]. （原始内容存档于2019-08-12）.
12. ↑  Rippon, Haydn. . The Conversation. 4 May 2012  [4 January 2015]. （原始内容存档于2022-10-14）.
13. ↑  Matlack, Carol. . Bloomberg.com. 20 November 2013  [4 January 2015]. （原始内容存档于2014-08-24）.
14. ↑  Judis, John B. . Columbia Global Reports. 2016-10-05. ISBN 978-0997126440.
15. ↑  Cooper, Ryan. . The Week. 2017-03-15  [2017-11-20]. （原始内容存档于2017-11-23）.
16. ↑  Sarmadi, Dario. . EURACTIV. 2015-10-20  [2017-11-20]. （原始内容存档于2019-08-03）.
17. ↑  . The Independent. 2015-05-15  [2017-03-24]. （原始内容存档于2019-05-24） （英国英语）.
18. ↑  Hunt, Alex. . BBC News. 2014-11-21  [2017-03-24]. （原始内容存档于2020-03-03） （英国英语）.
19. ↑  Lowe, Josh; Matthews, Owen; AM, Matt McAllester On 11/23/16 at 9:02. . Newsweek. 2016-11-23  [2017-03-24]. （原始内容存档于2019-12-03）.
20. 1 2  . POLITICO.   [2017-03-24]. （原始内容存档于2018-11-16）.
21. ↑  Kaplan & Weinberg, pp. 10-11
22. ↑  Norris (2005), p. 44
23. ↑  Kaplan & Weinberg, pp. 1-2
24. ↑  . Washington Post.   [2017-03-24]. （原始内容存档于2019-10-16）.
25. ↑  Ignazi, p. 26
26. ↑  Norris (2005), p. 72
27. ↑  Norris (2005), p. 70
28. ↑  Norris (2005), p. 68
29. ↑  Norris(2005), p. 69
30. 1 2 3  Nordsieck, Wolfram. . Parties and Elections in Europe. 2017  [2019-04-04]. （原始内容存档于2018-09-29）.
31. ↑  . Euractiv. 2014-09-22  [2019-04-04]. （原始内容存档于2019-04-03）.
32. ↑  . polling2004.belgium.be.   [3 January 2015]. （原始内容存档于2020-09-20）.
33. ↑  Nordsieck, Wolfram. . Parties and Elections in Europe. 2016  [2019-04-04]. （原始内容存档于2018-06-22）.
34. ↑  Katsourides, Yiannos. . South European Society and Politics, Special Issue: Protest Elections and Challenger Parties: Italy and Greece in the Economic Crisis. December 2013, 18 (4): 567–589. doi:10.1080/13608746.2013.798893.
35. ↑  Jens Rydgren. "Explaining the Emergence of Radical Right-Wing Populist Parties: The Case of Denmark" West European Politics, Vol. 27, No. 3, 2004年5月, pp. 474–502."
36. ↑  . Uusi Suomi.   [2019-02-04]. （原始内容存档于2019-02-03） （芬兰语）.
37. ↑  . 2014-05-25  [2019-03-25]. （原始内容存档于2019-03-25）.
38. ↑  Than, Krisztina; Szakacs, Gergely. . Reuters. 2018-04-09  [2018-04-09]. （原始内容存档于2018-04-09）.
39. ↑  . Aljazeera.com.   [2018-04-10]. （原始内容存档于2018-04-09）.
40. ↑  Zalan, Eszter. . EUobserver. 2018-04-09  [2018-04-09]. （原始内容存档于2018-04-10）.
41. ↑  Murphy, Peter; Khera, Jastinder. . The Times of Israel. 2018-04-09  [2018-04-09]. （原始内容存档于2018-04-09）.
42. ↑  Witte, Griff. . Washingtonpost.com. 2018-03-17  [2018-04-10]. （原始内容存档于2018-04-10）.
43. ↑  Fritzsche 1990: 149-150, 1998
44. ↑  Berlet 2005.
45. ↑  . todayszaman.com.   [2015-01-03]. （原始内容存档于2013-11-03）.
46. ↑  Squires, Nick. . The Daily Telegraph (London). 2013-05-02  [2019-04-04]. （原始内容存档于2019-04-04）.
47. ↑   (PDF).   [2011-01-15]. （原始内容 (PDF)存档于2011-07-16）.
48. ↑   (PDF). carleton.ca. 2013-01-16  [2015-01-03]. （原始内容 (PDF)存档于2014-07-14）.
49. ↑  . Spiegel Online (spiegel.de). 2010-09-28  [2015-01-03]. （原始内容存档于2012-03-11）.
50. ↑  . ilfoglio.it.   [2015-01-03]. （原始内容存档于2014-05-21）.
51. ↑  . asca.it.   [2015-01-03]. （原始内容存档于2014-05-21）.
52. ↑  . termometropolitico.it. 2014-03-20  [2015-01-03]. （原始内容存档于2015-01-04）.
53. ↑  . The Independent. 2017-02-12  [2017-03-24]. （原始内容存档于2017-03-24） （英国英语）.
54. ↑  Nicholas Kulish. . 紐約時報. 2011-07-23  [2011-12-11]. （原始内容存档于2013-09-28）.
55. ↑  Pierre-Henry Deshayes. . Sydney Morning Herald. 2009-09-13  [2011-12-11]. （原始内容存档于2012-09-22）.
56. ↑  . LA Times. 2017-07-05  [2017-07-13]. （原始内容存档于2017-07-13）.
57. ↑  Gálvez, José María Jiménez. . El País. 2018-12-03  [2019-05-02]. ISSN 1134-6582. （原始内容存档于2019-04-17） （英语）.
58. ↑  Lucio, Lourdes; Sáiz, Eva; País, El. . El País. 2019-01-15  [2019-05-02]. ISSN 1134-6582. （原始内容存档于2019-04-08） （英语）.
59. ↑  Valdés, Isabel; Mora, Antonio J. . El País. 2019-01-16  [2019-05-02]. ISSN 1134-6582. （原始内容存档于2019-05-03） （英语）.
60. ↑  González, Miguel. . El País. 2019-04-29  [2019-05-02]. ISSN 1134-6582. （原始内容存档于2019-04-30） （英语）.
61. ↑  . The Daily Telegraph. Reuters. 19 October 2015  [19 October 2015]. （原始内容存档于2019-08-28）.
62. ↑  Merrick, Jane; Rentoul, John. . The Independent (London). 2014-01-19  [2019-03-25]. （原始内容存档于2015-09-25）.
63. ↑  . mirror.co.uk. 2014-01-18  [2015-01-03]. （原始内容存档于2014-10-31）.
64. ↑  Ross, Tim. . The Daily Telegraph (London). 2013-05-19  [2019-04-04]. （原始内容存档于2019-04-04）.
65. ↑  Levitz, Eric. . New York Magazine. 2016-06-30  [2019-04-04]. （原始内容存档于2018-09-01）.
66. ↑  . New York Observer. 2017-07-14  [2019-04-04]. （原始内容存档于2017-08-12）.
67. 1 2  Ingle, Stephen. . Routledge. 2008: 156.
68. ↑  Pepe Escobar. . Consortium News. 2018-10-09  [2018-10-15]. （原始内容存档于2018-10-15）.
69. ↑  . The Globe Post. 2019-03-19  [2019-04-04]. （原始内容存档于2019-04-04）.
70. ↑  .   [2019-04-04]. （原始内容存档于2019-04-04）.
71. ↑  . Pacific Standard. 2017-03-15  [2017-03-24].
72. ↑  . Toronto Star. 2018-03-28  [2019-04-04]. （原始内容存档于2019-04-04）.
73. ↑  . The Economist. 2018-04-19  [2019-04-04]. （原始内容存档于2018-05-15）.
74. ↑  . Complex. 2018-09-14  [2019-04-04]. （原始内容存档于2019-04-04）.
75. ↑  Editorial Board. . The Washington Post. 2018  [2018-12-10]. （原始内容存档于2019-04-04）.
76. ↑  Henley, Jon. . The Guardian. 2018-04-02  [2018-12-10]. （原始内容存档于2020-07-27）.
77. ↑  . Q. 2018-02-19  [2018-12-10]. （原始内容存档于2019-04-04）.
78. ↑  Arco, Eduardo. . WPR. 2018-02-09  [2018-12-10]. （原始内容存档于2018-12-10）.
79. ↑  Leonard J. Moore, "Good Old-Fashioned New Social History and the Twentieth-Century American Right," Reviews in American History vol 24#4 (1996) pp 555-573, quote at p. 561
80. ↑  Scott Rasmussen and Doug Schoen, Mad As Hell: How the Tea Party Movement Is Fundamentally Remaking Our Two-Party System (2010) quotes on p. 19
81. ↑  David Barstow, "Tea Party Lights Fuse for Rebellion on Right," New York Times Feb 6, 2010 （页面存档备份，存于）
82. ↑  Dolgert 2016; Greven 2016.
83. ↑  Neiwert, David.  (PDF). The Public Eye. No. 86 (Somerville, Massachusetts: Political Research Associates). 2016: 3, 19  [2016-08-09]. ISSN 0275-9322. （原始内容 (PDF)存档于2016-11-30）.
84. ↑  . The Economist. 2017-08-25  [2019-04-04]. （原始内容存档于2020-03-23）.
85. ↑  . BBC. 2017-03-01  [2019-04-04]. （原始内容存档于2019-04-04）.
86. ↑  . Sydney Morning Herald. 2017-03-04  [2019-04-04]. （原始内容存档于2017-04-20）.
87. ↑  . The Times. 2017-02-07  [2019-04-04]. （原始内容存档于2017-02-06）.
88. ↑  . Australian Financial Review. 2014-07-12  [2019-04-04]. （原始内容存档于2018-08-07）.
89. ↑  . The Conversation. 2013-08-28  [2019-03-22]. （原始内容存档于2019-03-22）.
90. ↑  . The Australian. 2017-04-27.
91. ↑  Mondon, Aurélien. . Routledge. 2013. If ... Abbott failed to satisfy the electorate he has assuaged with his right-wing populism, a return to more traditionally extreme politics could be a real possibility
92. ↑  . Bloomberg. 2018-08-22  [2019-04-04]. （原始内容存档于2019-03-29）.
93. 1 2  . Daily Times. 2018-08-17  [2018-10-29]. （原始内容存档于2018-10-29） （美国英语）.
94. 1 2  .   [2018-10-29]. （原始内容存档于2018-10-30） （英语）.
95. ↑  . 21 November 2018  [21 November 2018]. （原始内容存档于2019-04-28）.
96. ↑  .   [2019-05-01]. （原始内容存档于2019-05-15）.
97. ↑  . 시사IN. 2020-01-07  [2021-02-12]. （原始内容存档于2022-03-21）.
98. ↑  . www.takungpao.com.   [2022-03-15]. （原始内容存档于2022-03-21）.
99. ↑  . world.huanqiu.com.   [2022-03-15]. （原始内容存档于2022-03-31）.
100. ↑   ["Cheap politics that uses hatred. Let's stop now".]. 13 November 2021  [14 November 2021]. （原始内容存档于2022-03-21）.
101. 1 2  Wodak, Ruth. . A&C Black. 2013: 23.
102. ↑  李钟和.  [民粹主义席卷亚洲]. Project Syndicate. 2019-08-07 [2019-07-30]. （原始内容存档于2019-08-09） –《联合早报》.
103. ↑  Mondon, Aurelien. . Routledge. 2016.
104. 1 2  . The Conversation. 2013-08-28  [2019-03-22]. （原始内容存档于2019-03-22）.
105. 1 2 3 4 5 6 7 8  Hans-Jürgen Bieling. . Johannes Jäger; Elisabeth Springler  (编). . Routledge. 2015: 110  [2019-03-22]. ISBN 978-1-317-65298-4. （原始内容存档于2016-06-10）.
106. 1 2 3  Peter Starke; Alexandra Kaasch; Franca Van Hooren. . Palgrave Macmillan. 2013: 193  [2019-03-22]. ISBN 978-1-137-31484-0. （原始内容存档于2019-05-15）.
107. ↑  Pauwels, Teun. . Exposing the Demagogues: Right-wing and National Populist Parties in Europe (Konrad-Adenauer-Stiftung, CES). 2013: 85.
108. ↑  . Parliamentary Assembly of Bosnia and Herzegovina.   [2017-07-13]. （原始内容存档于2017-07-10）.
109. ↑  Historical Dictionary of the Republic of Macedonia, Dimitar Bechev, Scarecrow Press, 2009, ISBN 0810862956, p. 104.
110. ↑  Smilova, Ruzha; Smilov, Daniel; Ganev, Georgi. . Understanding Media Policies: A European Perspective (Palgrave Macmillan). 2012: 48–49.
111. ↑  . macleans.ca. 2016-09-23  [2016-12-21]. （原始内容存档于2016-12-20）.
112. ↑  .   [2019-03-22]. （原始内容存档于2019-03-22）.
113. ↑  .   [2019-03-22]. （原始内容存档于2020-09-19）.
114. ↑  .   [2019-03-22]. （原始内容存档于2019-03-22）.
115. ↑  .   [2019-03-22]. （原始内容存档于2019-03-22）.
116. ↑  . NPR. 2018-06-18  [2019-03-22]. （原始内容存档于2019-03-22）.
117. ↑  . Haaretz. 2016-05-24  [2019-03-22]. （原始内容存档于2017-07-30）.
118. 1 2 3 4 5 6 7 8 9 10 11 12 13  Pausch, Robert. . 2015-02-04  [2017-04-28]. （原始内容存档于2017-04-21） –Die Zeit.
119. 1 2  Daniele Caramani; Yves Mény. . Peter Lang. 2005: 151  [2019-03-22]. ISBN 978-90-5201-250-6. （原始内容存档于2019-05-15）.
120. ↑  . openDemocracy. 2016-04-28  [2019-03-22]. （原始内容存档于2019-03-02）.
121. ↑  Ivaldi, Gilles. : 6. 2018  [2019-03-22]. （原始内容存档于2019-03-22）.
122. ↑  Betz, Hans-Georg. . Palgrave MacMillan. 1994: 4. ISBN 978-0-312-08390-8. the majority of radical right-wing populist parties are radical in their rejection of the established socio-cultural and socio-political system
123. ↑  Prakash, Gyan. . Princeton University Press. 2010: 9.
124. ↑  Kaltwasser, Cristóbal Rovira. . Oxford University Press. 2017.
125. ↑  Carlo Ruzza; Stefano Fella. . Routledge. 2009: 43–44  [2019-03-22]. ISBN 978-1-134-28634-8. （原始内容存档于2019-05-15）.
126. ↑  Liang, Kristina. . Routledge. 2016: 187.
127. 1 2  . Haaretz. 2016-07-03  [2019-03-22]. （原始内容存档于2017-08-06）.
128. ↑  Ganesan. . Institute of Southeast Asian Studies. 2015: 67.
129. ↑  . Newsweek Japan. 2019-11-21  [2020-07-01]. （原始内容存档于2020-06-02） （日语）.  ...
130. ↑  Where Koike's new political party lost hope （页面存档备份，存于）. The Japan Times. (2017.11.13) Retrieved 22 December 2018
131. ↑  Auers; Kasekamp, : 235–236
132. ↑  Henningsen, Bernd; Etzold, Tobias; Hanne, Krister. . BWV Verlag. 2017-09-15: 341. ISBN 9783830517276.
133. ↑  . Deutsche Welle. 2017-02-05  [2017-02-05]. （原始内容存档于2019-09-12）.
134. ↑  Stefanini, Sara. . Politico. 2017-02-05  [2017-02-05]. （原始内容存档于2017-02-06）.
135. ↑  Balcere, Ilze,  (PDF), European Consortium for Political Research: 5–6, 2011[]
136. ↑  Verlag, Bielefeld. . Transaction Publishers: 55. 2014.
137. ↑  Wolfram Nordsieck. . www.parties-and-elections.eu. Parties and Elections in Europe. 2013  [2019-03-22]. （原始内容存档于2018-10-23）.
138. 1 2  . Federal Agency for Civic Education. 2016年12月  [2019-03-22]. （原始内容存档于2019-03-22）.
139. ↑  Wolfram Nordsieck. .   [2015-03-16]. （原始内容存档于2017-03-22）.
140. ↑  .   [2013-12-11]. （原始内容存档于2015-09-24）.
141. ↑  Wodak, Ruth; Mral, Brigitte. . A&C Black. 2013: 19.
142. ↑   (PDF).   [2017-01-24]. （原始内容 (PDF)存档于2017-02-02）.
143. ↑  . 2016-05-24  [2016-05-24]. （原始内容存档于2016-05-25）.
144. ↑  .   [2017-04-28]. （原始内容存档于2017-08-20）.
145. ↑  Wolfram Nordsieck. . Parties-and-elections.de.   [2011-01-10]. （原始内容存档于2002-02-25）.
146. ↑  Alica Rétiová. . Masaryk University.   [2017-04-28]. （原始内容存档于2019-03-22）.
147. ↑  . Intersections.tk.mta.hu.   [2016-12-09]. （原始内容存档于2016-10-07）.
148. ↑  . Der Standard.   [2017-04-28]. （原始内容存档于2017-05-05） （德语）.
149. ↑  . Times of India. 11 May 2019  [2020-04-24]. （原始内容存档于2020-02-02）.
150. ↑  Jang Hoon. . JoongAng Ilbo. 2018-04-04  [2018-04-05]. （原始内容存档于2018-04-04）.
151. ↑  . 20 Minutos. 2019-02-19  [2019-02-21]. （原始内容存档于2019-02-21） （西班牙语）.
152. ↑  Mazzoleni, Oskar, , Europe for the Europeans: The Foreign and Security Policy of the Populist Radical Right (Ashgate), 2007: 223  [2019-03-22], ISBN 9780754648512, （原始内容存档于2019-05-15）
153. ↑  . Swissinfo. 2009-10-11  [2009-10-11]. （原始内容存档于2012-09-26） （法语）.
154. ↑  . Swissinfo. 2013-11-11  [2016-12-15]. （原始内容存档于2016-12-20）.
155. ↑  .   [2019-03-22]. （原始内容存档于2009-01-30）.
156. ↑  Gunes, Cengiz. . Routledge: 270. 2013.
157. ↑  Abadan-Unat, Nermin. . New York: Berghahn Books. 2011: 19. ISBN 9781845454258. ...the fascist Nationalist Movement Party...
158. ↑  .   [2019-03-22]. （原始内容存档于2019-03-22）.
159. ↑  .   [2019-03-22]. （原始内容存档于2018-04-21）.
160. ↑  Kuzio, Taras,  (PDF), Problems of Post-Communism, 2010年11-12月, 57 (6): 3–18  [2012-10-16], doi:10.2753/ppc1075-8216570601, （原始内容 (PDF)存档于2013-12-03）, Anti-Semitism only permeates Ukraine’s far-right parties, such as Svoboda… Ukraine’s economic nationalists are to be found in the extreme right (Svoboda) and centrist parties that propagate economic nationalism and economic protectionism.
161. ↑  Ivaldi, Gilles, , The Extreme Right in Europe (Vandenhoeck & Ruprecht), 2011: 20  [2019-03-22], ISBN 9783525369227, （原始内容存档于2016-06-24）
162. ↑  . Parliament of the United Kingdom. 2013-03-08  [2017-07-13]. （原始内容存档于2015-06-12）.
163. ↑  . Deutsche Welle. 2011  [2020-10-03]. （原始内容存档于2013-10-20）.
164. ↑  Cas Mudde; Cristóbal Rovira Kaltwasser. . Cambridge University Press. 2012: 27  [2013-07-30]. ISBN 978-1-107-02385-7. （原始内容存档于2014-07-04）.
165. ↑  . uib.no.   [2017-04-28]. （原始内容存档于2011-04-27）.
166. ↑  . vile-netzwerk.de.   [2017-04-28]. （原始内容存档于2017-07-29）.
167. ↑  Paul Hainsworth (2008). The Extreme Right in Western Europe. Routledge. p. 49
168. ↑  . Radio Free Asia.   [16 February 2020]. （原始内容存档于2021-10-21）. Lin Yu-ming of the left-wing, pro-independence Taiwan State Building Party said that China is increasingly seeking to inflence the democratic island's 23 million residents ahead of presidential elections in 2020, at which Tsai is seeking re-election.
169. ↑  Christina Schori Liang. . Christina Schori Liang  (编). . Ashgate Publishing, Ltd. 2013: 139  [2019-03-22]. ISBN 978-1-4094-9825-4. （原始内容存档于2019-05-15）.
170. ↑  Lokaler Aktionsplan für Demokratie, Toleranz und für ein weltoffenes Chemnitz (LAP). （页面存档备份，存于） (PDF; 275 kB) Fortschreibung 2012. Stand: November 2011, veröffentlicht auf chemnitz.de
171. ↑  Swen Uhlig: NPD plant Aufmarsch in Chemnitz （页面存档备份，存于）, freiepresse.de, 16. Februar 2010.
172. ↑  Kristian Frigelj: Rechtspopulisten planen Anti-Minarett-Kampagne. （页面存档备份，存于） In: Die Welt, 14. Dezember 2009.
173. ↑  Antonis Galanopoulos: Greek right-wing populist parties and Euroscepticism （页面存档备份，存于）(PDF), p.2 "Golden Dawn is also Eurosceptical and it is opposing Greece's participation in the European Union and the Eurozone"
174. ↑  Gemenis, Kostas (2008) "The 2007 Parliamentary Election in Greece （页面存档备份，存于）", Mediterranean Politics 13: 95–101 and Gemenis, Kostas and Dinas, Elias (2009) "Confrontation still? Examining parties' policy positions in Greece[永久]", Comparative European Politics.
175. ↑  Art, David, , Cambridge University Press: 188, 2011, ISBN 9781139498838
176. ↑  Rita O'Reilly.  (Investigative Documentary into the Freeman movement in Ireland, National Television). Dublin, Ireland: Radio Teilifís Éireann. 24 October 2013  [2019-03-22]. （原始内容存档于2013-10-29）. .   [2018-02-21]. 原始内容存档于2013-10-29.
177. ↑  . The Irish Times. 2013-10-05  [2013-10-06]. （原始内容存档于2013-10-05）.
178. ↑  Mark Moloney. . An Phoblacht, Vol 36, Issue 4. May 2013: 27  [2019-03-22]. （原始内容存档于2015-09-23）.
179. ↑  .   [2018-01-27]. （原始内容存档于2018-01-26） （德语）.
180. ↑  , Salto.bz, 2015-01-13  [2018-01-27], （原始内容存档于2018-01-27） （德语）
181. ↑  , Brennerbasisdemokratie.eu, 2018-02-25  [2018-01-27], （原始内容存档于2018-03-30） （德语）
182. ↑  Berend, Iván T., , Cambridge University Press: 134, 2010
183. ↑  Anglada: "Being populist and identitarian is being honestly democratic" （页面存档备份，存于） Minuto Digital (Spanish)
184. ↑  Golder, M. . Comparative Political Studies. 2003, 36 (4): 432. doi:10.1177/0010414003251176.
185. ↑  Evans, Jocelyn A.J. . Comparative European Politics. April 2005, 3 (1): 76–101. doi:10.1057/palgrave.cep.6110050.
186. ↑  Eric Micklin. . Claudia Hefftler; Christine Neuhold; Olivier Rosenberg;  et al  (编). . Palgrave Macmillan. 2015: 389  [2019-04-04]. ISBN 978-1-137-28913-1. （原始内容存档于2019-05-15）.
187. ↑  Simon Langlois; Jean-Paul Baillargeon; Gary Caldwell; Guy Fréchet; Madeleine Gauthier; Jean-Pierre Simard. . McGill-Queen's Press - MQUP. 1992: 369  [2019-04-04]. ISBN 978-0-7735-0879-8. （原始内容存档于2020-01-25）.
188. ↑  Garth Stevenson. . McGill-Queen's Press - MQUP. 2004: 108  [2019-04-04]. ISBN 978-0-7735-3632-6. （原始内容存档于2021-08-17）.
189. ↑  Theodore R. Marmor; Richard Freeman; Kieke G. H. Okma. . Yale University Press. 2009: 81  [2019-04-04]. ISBN 978-0-300-15595-2. （原始内容存档于2019-05-15）.
190. ↑  Amir Abedi. . Routledge. 2004: 39  [2019-04-04]. ISBN 978-1-134-36369-8. （原始内容存档于2019-05-14）.
191. ↑  Carol Gould; Pasquale Paquino. . Rowman & Littlefield. 2001: 39  [2019-04-04]. ISBN 978-0-8476-9677-2. （原始内容存档于2019-05-15）.
192. ↑  Ian Budge; David Robertson; Derek Hearl. . Cambridge University Press. 1987: 90  [2019-04-04]. ISBN 978-0-521-30648-5. （原始内容存档于2019-05-15）.
193. ↑  Nathalie Tocci. . European Politics (Oxford University Press). 2007: 125.
194. ↑  Stefan Engert. . Routledge. 2010: 146.
195. ↑  Klausmann, Alexandra. . Wiener Zeitung. 2010-05-21  [2019-04-04]. （原始内容存档于2011-06-06） （德语）.
196. ↑  , The Economist, 2013-10-25  [2019-04-04], （原始内容存档于2017-08-10）
197. ↑  Paul Hainsworth. . Routledge. 2008: 49  [2019-04-04]. ISBN 978-1-134-15432-6. （原始内容存档于2019-05-15）.
198. ↑  Alexander Häusler (Hrsg.): Rechtspopulismus als „Bürgerbewegung“. Kampagnen gegen Islam und Moscheebau und kommunale Gegenstrategien. VS Verlag für Sozialwissenschaften, Wiesbaden 2008, ISBN 978-3-531-15919-5.
199. ↑  , Süddeutsche Zeitung, 2011-01-11  [2011-08-30], （原始内容存档于2011-08-06）
200. ↑  , FOCUS, 2009-07-10  [2011-10-19], （原始内容存档于2015-09-24）
201. ↑  , Berliner Morgenpost, 2011-07-25  [2011-10-19], （原始内容存档于2015-04-02）
202. 1 2  Christina Bergqvist (编). . Nordic Council of Ministers. 1999: 320  [2019-04-04]. ISBN 978-82-00-12799-4. （原始内容存档于2018-12-26）.
203. ↑  De Lange, Sarah L.,  (PDF): 9, 2008  [2019-04-04], （原始内容存档 (PDF)于2016-03-04）
204. 1 2  David Art. . Uwe Backes; Patrick Moreau  (编). . Vandenhoeck & Ruprecht. 2011: 361  [2019-04-04]. ISBN 978-3-647-36922-8. （原始内容存档于2019-05-15）.
205. ↑  Andeweg, R. and G. Irwin Politics and Governance in the Netherlands, Basingstoke (Palgrave) p.49

## 延伸阅读
- Goldwag, Arthur. The New Hate: A History of Fear and Loathing on the Populist Right. Pantheon, February 2012, ISBN 978-0-307-37969-6.
- Wodak, Ruth. The politics of fear: What right-wing populist discourses mean. London: Sage, 2015. ISBN 9781446247006.
- Wodak, Ruth, Brigitte Mral and Majid Khosravinik, editors. Right wing populism in Europe: politics and discourse. London. Bloomsbury Academic. 2013. ISBN 9781780932453.